# Оскар (6-та церемонія вручення)
6-та церемонія вручення кінопремії «Оскар» відбулася 16 березня 1934 року в готелі «Амбасадор» у Лос-Анджелесі. На здобуття премії було висунуто кінофільми, що вийшли в період із серпня 1932 року по грудень 1933. З цього моменту вручення премій відбувається кожної весни за досягнення в кінематографії, здобуті в попередньому календарному році.
Уперше було вручено нагороди в номінації «Найкраща робота асистента режисера». Цього року, було сім переможців та ще одинадцять номінантів. Оцінювалася їхня робота не за конкретний фільм, а за досягнення протягом року загалом. Номінація проіснувала до 1938 року.
Найкращим фільмом стала екранізація п'єси Ноела Коварді «Кавалькада» — епічне полотно, що охоплює період з 1899 по 1933 роки й описує основні події цих років — Англо-бурська та Перша світова війни, смерть королеви Вікторії й потоплення «Титаніка». Картина перемогла також у номінаціях «Найкраща режисерська робота» (Френк Ллойд) і «Найкраща робота художника» (Вільям С. Дарлінґ).
Найкращим актором був визнаний англійський актор Чарльз Лотон за виконання головної ролі в стрічці «Приватне життя Генріха VIII», який критики назвали «історико-біографічна трагікомедія». Найкращою акторкою стала Кетрін Гепберн за фільм «Ранковий підйом». Акторка вирішила не відвідувати церемонію нагородження, а також наступні церемонії протягом усієї своєї кар'єри, але була в захваті від перемоги.
Волт Дісней знову отримав нагороду в категорії «Найкращий анімаційний короткометражний фільм» за мультфільм «Три поросятка». Його оптимістична хітова пісня: «Хто боїться великого злого вовка?» (на основі мелодії «Щасливого дня народження») стала гімном епохи депресії. Під час прийняття нагороди він назвав статуетку «Оскаром» — і був першим переможцем, який публічно визнав назву нагороди (хоча Академія офіційно не приймала прізвисько до 1939 року).

## Фотогалерея
|                                             |
| Вінфілд Шихан, продюсер фільму «Кавалькада» |

|                                               |
| Віктор Герман, найкращий адаптований сценарій |

|                                             |
| Сара Мейсон, найкращий адаптований сценарій |

|                                           |
| Чарльз Ленг, найкраща операторська робота |

|                                                        |
| Джо Рок, найкращий новаторський короткометражний фільм |

|                                                           |
| Волт Дісней, найкращий анімаційний короткометражний фільм |

### Найкраща режисерська робота
| Лауреат                    | Номінанти                                                          |
| -------------------------- | ------------------------------------------------------------------ |
| - Френк Ллойд «Кавалькада» | - Френк Капра «Леді на один день» - Джордж К'юкор «Маленькі жінки» |

### Найкраща чоловіча роль
| Лауреат                                      | Номінанти                                                        |
| -------------------------------------------- | ---------------------------------------------------------------- |
| - Чарльз Лотон «Приватне життя Генріха VIII» | - Леслі Говард «Берклі-сквер» - Пол Муні «Я — втікач-каторжанин» |

### Найкраща жіноча роль
| Лауреат                            | Номінанти                                                    |
| ---------------------------------- | ------------------------------------------------------------ |
| - Кетрін Хепберн «Ранковий підйом» | - Мей Робсон «Леді на один день» - Діана Віньяр «Кавалькада» |

## Переможці та номінанти

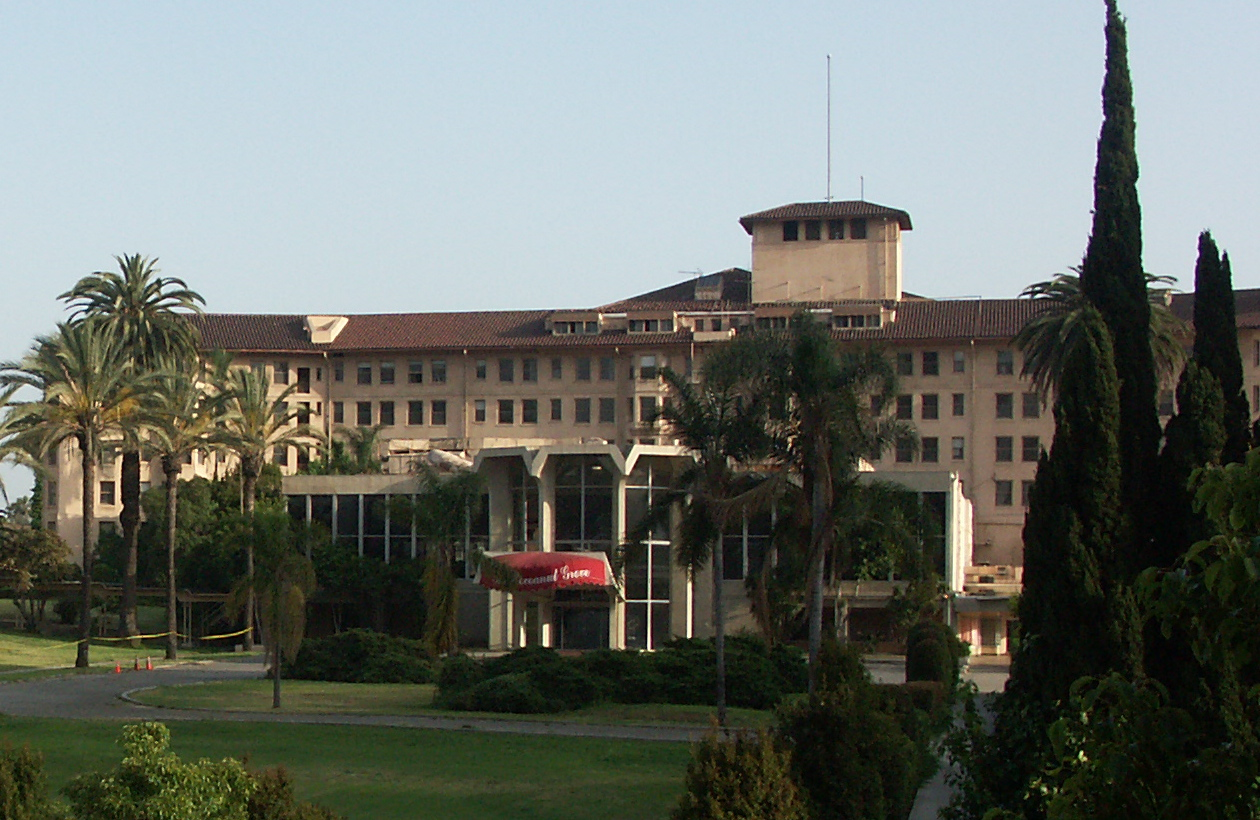
Готель «Амбасадор», у якому відбулася 6-та церемонія вручення премії «Оскар», 16 березня 1934 року

Тут наведено список кінокартин, які отримали декілька номінацій або перемог:
| Фільм                       | Кількість номінацій | Кількість перемог |
| --------------------------- | ------------------- | ----------------- |
| Кавалькада                  | 4                   | 3                 |
| Леді на один день           | 4                   | —                 |
| Прощавай, зброє             | 4                   | 2                 |
| Маленькі жінки              | 3                   | 1                 |
| Я — втікач-каторжанин       | 3                   | —                 |
| 42-га вулиця                | 2                   | —                 |
| Приватне життя Генріха VIII | 2                   | 1                 |
| Ярмарок штату               | 2                   | —                 |

Переможці виділені окремим кольором.
| Категорії                                     | Лауреати та номінанти                                                                           |
| --------------------------------------------- | ----------------------------------------------------------------------------------------------- |
| Видатна постановка                            | «Кавалькада» / Cavalcade — Вінфілд Шихан (Fox)                                                  |
| Видатна постановка                            | «42-га вулиця» / 42nd Street — Дерріл Занук (Warner Brothers)                                   |
| Видатна постановка                            | «Леді на один день» / Lady for a Day — Френк Капра (Columbia Pictures)                          |
| Видатна постановка                            | «Маленькі жінки» / Little Women — Меріан Купер, Кеннет Макговен (RKO Radio)                     |
| Видатна постановка                            | «Вона була неправа» / She Done Him Wrong — Вільям ЛеБарон (Paramount Publix)                    |
| Видатна постановка                            | «Прощавай, зброє» / A Farewell to Arms — Адольф Цукор (Paramount Publix)                        |
| Видатна постановка                            | «Ніжна посмішка» / Smilin' Through — Ірвінг Грант Тальберг (Metro-Goldwyn-Mayer)                |
| Видатна постановка                            | «Приватне життя Генріха VIII» / The Private Life of Henry VIII — Александр Корда (London Films) |
| Видатна постановка                            | «Я — втікач-каторжанин» / I Am a Fugitive from a Chain Gang — Гал Б. Волліс (Warner Brothers)   |
| Видатна постановка                            | «Ярмарок штату» / State Fair — Вінфілд Шихан (Fox)                                              |
| Найкраща режисерська робота                   | Френк Ллойд — «Кавалькада» / Cavalcade                                                          |
| Найкраща режисерська робота                   | Френк Капра — «Леді на один день» / Lady for a Day                                              |
| Найкраща режисерська робота                   | Джордж К'юкор — «Маленькі жінки» / Little Women                                                 |
| Найкраща чоловіча роль                        | Чарльз Лотон — «Приватне життя Генріха VIII» / The Private Life of Henry VIII                   |
| Найкраща чоловіча роль                        | Леслі Говард — «Берклі-сквер» / Berkeley Square                                                 |
| Найкраща чоловіча роль                        | Пол Муні — «Я — втікач-каторжанин» / I Am a Fugitive from a Chain Gang                          |
| Найкраща жіноча роль                          | Кетрін Хепберн — «Ранковий підйом» / Morning Glory                                              |
| Найкраща жіноча роль                          | Мей Робсон — «Леді на один день» / Lady for a Day                                               |
| Найкраща жіноча роль                          | Діана Віньяр — «Кавалькада» / Cavalcade                                                         |
| Найкращий адаптований сценарій                | Віктор Герман і Сара Мейсон — «Маленькі жінки» / Little Women                                   |
| Найкращий адаптований сценарій                | Роберт Ріскін — «Леді на один день» / Lady for a Day                                            |
| Найкращий адаптований сценарій                | Пол Ґрін та Соня Левін — «Ярмарок штату» / State Fair                                           |
| Найкраще літературне першоджерело             | Роберт Лорд — «Подорож в одну сторону» / One Way Passage                                        |
| Найкраще літературне першоджерело             | Френсіс Маріон — «Боксер та леді» / The Prizefighter and the Lady                               |
| Найкраще літературне першоджерело             | Чарльз МакАртур — «Распутін та імператриця» / Rasputin and the Empress                          |
| Найкраща операторська робота                  | Чарльз Ленг — «Прощавай, зброє» / A Farewell to Arms                                            |
| Найкраща операторська робота                  | Джордж Дж. Фолсі — «Возз'єднання у Відні» / Reunion in Vienna                                   |
| Найкраща операторська робота                  | Карл Страсс — «Хресне знамення» / The Sign of the Cross                                         |
| Найкраща робота художника-постановника        | 'Вільям С. Дарлінґ' — «Кавалькада» / Cavalcade                                                  |
| Найкраща робота художника-постановника        | Седрік Гіббонс — «Коли дами зустрічаються» / When Ladies Meet                                   |
| Найкраща робота художника-постановника        | Ганс Дрейер, Роланд Андерсон — «Прощавай, зброє» / A Farewell to Arms                           |
| Найкращий звук                                | Франклін Хансен — «Прощавай, зброє» / A Farewell to Arms                                        |
| Найкращий звук                                | Натан Левінсон — «42-га вулиця» / 42nd Street                                                   |
| Найкращий звук                                | Натан Левінсон — «Золотошукачі 1933-го року» / Gold Diggers of 1933                             |
| Найкращий звук                                | Натан Левінсон — «Я — втікач-каторжанин» / I Am a Fugitive from a Chain Gang                    |
| Найкращий асистент режисера                   | Чарльз Бартон— Paramount Pictures                                                               |
| Найкращий асистент режисера                   | Скотт Біл — Universal Studios                                                                   |
| Найкращий асистент режисера                   | Чарльз Доріан — Metro-Goldwyn-Mayer                                                             |
| Найкращий асистент режисера                   | Дьюї Старкі — RKO Radio                                                                         |
| Найкращий асистент режисера                   | Вільям Таммел — Fox Film Corporation                                                            |
| Найкращий асистент режисера                   | Фред Фокс — United Artists                                                                      |
| Найкращий асистент режисера                   | Ґордон Голлінґшед — Warner Brothers                                                             |
| Найкращий асистент режисера                   | Сід Брод — Paramount Pictures                                                                   |
| Найкращий асистент режисера                   | Орвілл О. Далл — Metro-Goldwyn-Mayer                                                            |
| Найкращий асистент режисера                   | Артур Джейкобсон — Paramount Pictures                                                           |
| Найкращий асистент режисера                   | Персі Ікерд — Fox Film Corporation                                                              |
| Найкращий асистент режисера                   | Едвард Кіллі — RKO Radio                                                                        |
| Найкращий асистент режисера                   | Джозеф А. МакДонаф — Universal Studios                                                          |
| Найкращий асистент режисера                   | Вільям Дж. Райтер — Universal Studios                                                           |
| Найкращий асистент режисера                   | Бен Сілві — United Artists                                                                      |
| Найкращий асистент режисера                   | Джон Вотерс — Metro-Goldwyn-Mayer                                                               |
| Найкращий асистент режисера                   | Френк Шоу — Warner Brothers                                                                     |
| Найкращий асистент режисера                   | Ел Еллборн — Warner Brothers                                                                    |
| Найкращий комедійний короткометражний фільм   | «Так це Гарріс!» — Лу Брок та RKO Radio                                                         |
| Найкращий комедійний короткометражний фільм   | «Містер Магг» — Воррен Доун та Universal Studios                                                |
| Найкращий комедійний короткометражний фільм   | «Список переваг» — Лу Брок та RKO Radio                                                         |
| Найкращий новаторський короткометражний фільм | «Кракатау» — Джо Рок та Educational Pictures                                                    |
| Найкращий новаторський короткометражний фільм | «Меню» — Піт Сміт та Metro-Goldwyn-Mayer                                                        |
| Найкращий новаторський короткометражний фільм | «Море» — Educational Pictures                                                                   |
| Найкращий анімаційний короткометражний фільм  | «Три поросятка» — Волт Дісней та United Artists                                                 |
| Найкращий анімаційний короткометражний фільм  | «Міккі Маус на будівництві» — Волт Дісней та United Artists                                     |
| Найкращий анімаційний короткометражний фільм  | «Весела стара душа» — Волтер Ланц та Universal Studios                                          |

## Премія за наукові та технічні досягнення
Нагорода II класу
- Electrical Research Products, Inc.
- RCA-VICTOR Company, Inc.

Нагорода III класу
- Fox Film Corporation, Фред Джекмен, Warner Brothers Pictures, Сідні Сандерс та RKO Studios, Inc.[12]